# Das Ende der Wahrheit
Das Ende der Wahrheit ist ein deutscher Thriller von Philipp Leinemann aus dem Jahr 2019.

## Handlung
Martin Behrens arbeitet als Experte für Zentralasien beim deutschen Bundesnachrichtendienst. Er gibt Informationen weiter, die zu einem Drohnenangriff der Amerikaner auf einen in Zahiristan gesuchten Terroristen führen. Wenige Tage später kommt es zu einem brutalen Anschlag auf ein Münchner Restaurant, bei dem Aurice Köhler, eine freie Journalistin, mit der er heimlich eine Liebesbeziehung führte, unter den Toten ist.
Martins Vorgesetzter Joachim Rauhweiler besetzt eine neu geschaffene Stelle „Krisenmanager“ mit Patrick Lemke.
Rauhweiler macht Lemke mit Mitarbeitern der Firma Global Logistics bekannt und äußert sich lobend über sie. Obwohl von seinem Chef beurlaubt, stellt Behrens Nachforschungen an und stößt immer wieder auf Aktivitäten von Global Logistics. Über einen Planespotter findet er heraus, dass die Terroristen des Anschlags mit einem Flugzeug der Firma ein- und wieder ausgeflogen wurden.
Martin findet auch heraus, dass Rauhweiler sich für das Ende eines Embargos für Waffenverkäufe an Zahiristan einsetzt. Dies wäre im Interesse von Global Logistics. Lemke kommt Rauhweiler aufgrund eines Versprechers auf die Spur. Weiter weiß Martin nun von Lemke, dass Rauhweiler in naher Zukunft einen Sitz im Vorstand von Global Logistics bekommen wird.
Nachdem Behrens zusammen mit Lemke den Chef der Behörde Dr. Grünhagen mit seinen Erkenntnissen konfrontiert hat, fordert dieser ihn auf, mit ihm weitere Details auf einer Dienstreise nach Zahiristan zu besprechen. Diese Reise wird mit einem bewaffneten Geländewagenkonvoi fortgesetzt. Dieser gerät allerdings in einen Hinterhalt, in dem der Wagen von Grünhagen explodiert. Bei der folgenden Schießerei kommen alle Beteiligten außer Behrens um.
Zurück in Deutschland wird nicht Rauhweiler, sondern Aline Schilling zur Nachfolgerin von Grünhagen ernannt. Behrens hat inzwischen einen Speicher-Stick gefunden, auf dem sich ein Video befindet, das Rauhweiler im vertraulichen Gespräch mit Global-Logistics-Mitarbeitern zeigt. Rauhweiler wird verhaftet.
Auf dem Speicherstick, der von Aurice Köhler stammt, ist auch belastendes Material über Schilling. Martin sagt ihr, dass er es nur dann gegen sie einsetzen wird, wenn sie wieder korrupt werden sollte.

## Hintergrund
Der Film wurde vom 2. April bis zum 26. Mai 2017 in München, Leipzig und auf Gran Canaria gedreht.

## Rezeption

### Kritiken
„Inzwischen könnte man eine deutsche Chronologie des Scheiterns am Thrillergenre aufstellen, von Dominik Grafs ‚Die Sieger‘ über Tom Tykwers ‚The International‘ und Christoph Hochhäuslers ‚Die Lügen der Sieger‘ bis zu Philipp Leinemanns Film. Mal lag es am Geld, mal am Drehbuch, aber der eigentliche Grund hinter den vielen Niederlagen ist das Fehlen einer handwerklichen Tradition hochklassiger Krimis in Deutschland. Der ‚Tatort‘ ist eben doch keine Meisterschule.“

„Der komplexe Politthriller entwirft eine schwer durchschaubare Gemengelage aus ökonomischen Interessen, geopolitischen Strategien, Machtkalkül und Korrumpierbarkeit als Spiegel der dissonanten Gegenwart, wählt fürs Finale aber eine versöhnlich-kleinbürgerliche Variante, in der die private Rache als Druckmittel für eine bessere Welt dient.“

„Der Regisseur wagt die These, dass der eigentliche Feind vor allem im Innern lauert. ‚Das Ende der Wahrheit‘ ist ungewöhnliches Genrekino aus Deutschland. Der Film ist da am besten, wo er einfach Explosionen, Schießereien und Attentate zeigt. Kühl, klar und unsentimental. Und gerade darin auch sehr plausibel.“

### Auszeichnungen
- 2019: Deutscher Filmpreis: Auszeichnung in der Kategorie Beste männliche Nebenrolle für Alexander Fehling